# Miloš Lačný
Miloš Lačný (* 8. März 1988 in Levoča) ist ein slowakischer Fußballspieler. Der Stürmer spielt seit 2015 bei MFK Ružomberok.

## Vereinskarriere
Lačný spielte in seiner Jugend für TJ Spišský Štvrtok, FK Spišská Nová Ves und MFK Ružomberok. Beim  MFK hat er auch den Sprung in die A-Mannschaft geschafft. Lačný spielte drei Jahre beim MFK und 2010 wechselte er zum renommierten tschechischen Verein Sparta Prag. Mit der Mannschaft wurde er tschechischer Meister 2010. Im August 2011 wechselte er zur Leihe für sechs Monate zum ŠK Slovan Bratislava. Lačný hat in der Saison 2008/09 in der letzten Runde drei Tore gegen Slovan erzielt. Er hat sich zu Slovan und seinen Anhängern in der tschechischen Boulevardpresse negativ geäußert. Dafür ist er zur Buße einen Kilometer in der Innenstadt von Bratislava gelaufen.
Im Januar 2012 wurde Lačný an Dundee United verliehen.

## Nationalmannschaft
Lačný spielte mit der slowakischen U-19-Nationalmannschaft vier Spiele und mit der slowakischen U-21 Nationalmannschaft zwölf Spiele.